# Real Monasterio de Santa María (Oya)
El Monasterio de Santa María la Real de Oya es un antiguo monasterio cisterciense fundado en el siglo XII, situado en Oya, en la provincia de Pontevedra (Galicia, España). Los monjes vivieron en él durante casi 700 años, hasta que fueron expulsados forzosamente. La iglesia del monasterio es la actual parroquia de los habitantes de Oya.

## Historia

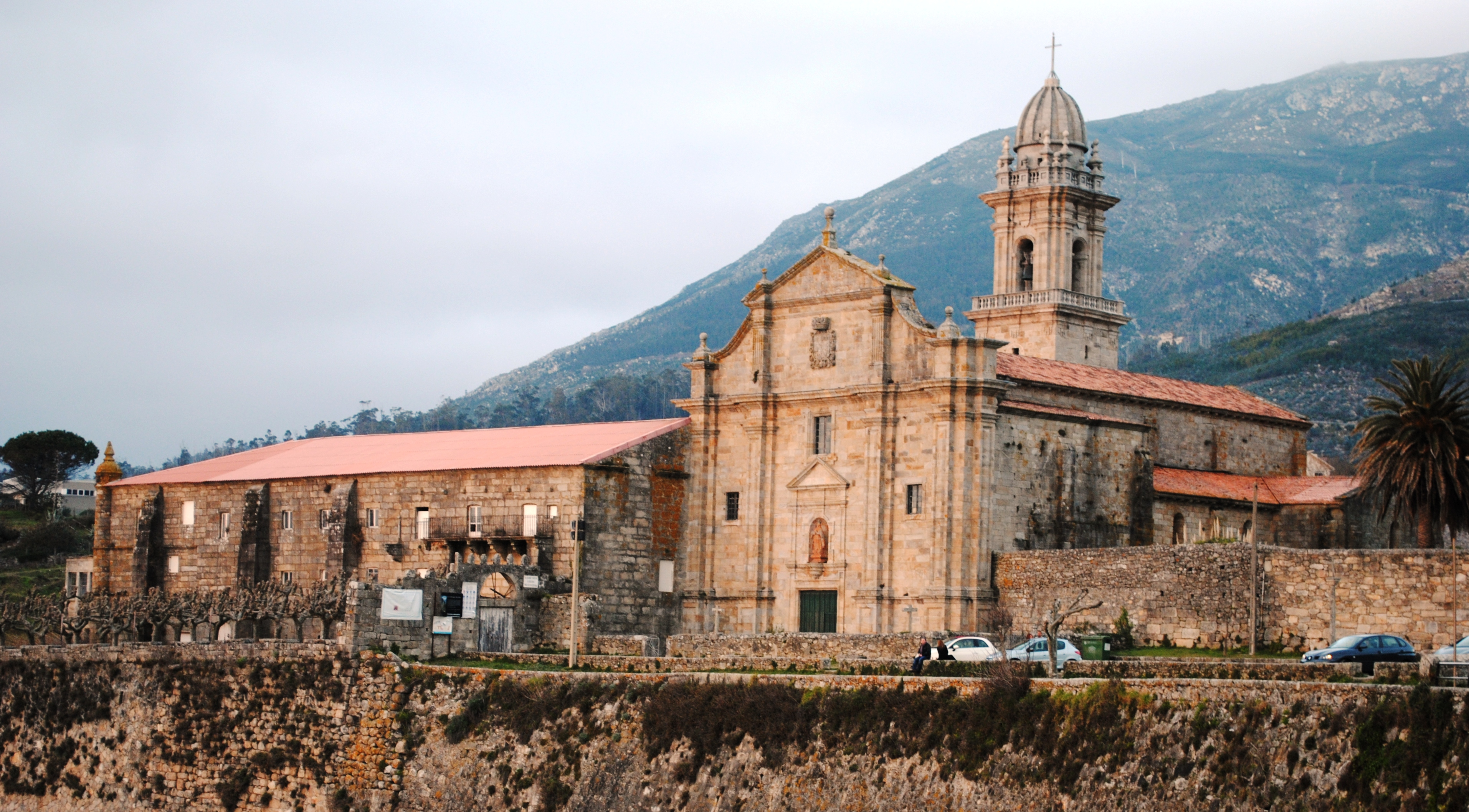
Vista general del monasterio de Oya

Sus orígenes aparecen rodeados de incógnitas y de noticias más legendarias que históricas. La primera noticia documental existente de relativa fiabilidad que nos habla de una vida monástica en Oya hay que situarla en el primer tercio del siglo XII, hacia el año 1137, momento en que el rey Alfonso VII realiza diversas donaciones al monasterio. Pero cuando ya es posible constatar con toda seguridad el origen de esta abadía es en 1149 fecha en la que el monarca anteriormente citado concede a los monjes que allí vivían “SUB REGULA BEATI BENEDICTI” todas las posesiones reales de los lugares de Mougás, Villadesuso y Pedornes. Años después, en 1185, Oya se anexiona a la regla reformada de San Bernardo lo que va a repercutir en su fisonomía arquitectónica, austera y sobria, propia de la arquitectura cisterciense. Los imponentes muros almenados del cenobio simulan ser una fortaleza costera. Así, en el siglo XVII, por su privilegiada posición estratégica constituyó un importante baluarte defensivo frente a los constantes saqueos e invasiones marítimas tan frecuentes en aquella época en las rías gallegas. Habría que citar como ejemplo el acontecimiento acaecido en el año 1624 cuando los monjes desde la Plaza de las Armas demostraron su valor militar con el hundimiento y fuga de cinco bajeles de piratas turcos que frecuentaban la costa, hecho que les hizo merecedores del sobrenombre de “monjes artilleros”. Sobre la base de esta heroica hazaña, Felipe IV concedió a esta abadía nuevos privilegios y donaciones entre ellos la confirmación del título de Real e Imperial Monasterio de Santa María de Oya lo que va a coincidir con la época de su mayor esplendor económico.
Interesante recordar que entre muchas de las labores que los monjes introdujeron en la zona fue la cría de caballos en estado de libertad que se hallaban en los montes pertenecientes al monasterio. Esta práctica que se conserva todavía en los bosques de la zona, da lugar a un espectáculo de fama internacional: A rapa das bestas. Los monjes de Oya, además de la roturación de tierras y la apertura de caminos, implantaron el cultivo de la vid según la costumbre de las abadías francesas cistercienses. Hoy en día podemos degustar sabrosos caldos bajo la denominación de origen Rías Bajas.
En el siglo XVI acontece otro hecho a destacar en la historia del monasterio, la leyenda de la Virgen del Mar, actual patrona del Ayuntamiento de Oya. Todo comienza cuando en 1581, unos labradores encuentran en un acantilado de la costa, en un lugar llamado La Orejuda, una imagen de una virgen unida por una cadena a la figura de un perro. Tras rescatarla, fue llevada a hombros en procesión hasta el Monasterio. Al llegar los hombres enfervorizados explican a los perplejos monjes que la imagen ha llegado hasta allí desde el mar a lomos del cánido que luce un collar de conchas. Los monjes tomaron pues sobre sus propios hombros la imagen y la condujeron a la iglesia del Monasterio. Toman como milagro el hecho de que no se hiciera pedazos en los escarpados acantilados de la zona, aunque lo que quizás muchos no supieran entonces es que miles de imágenes surcaban el mar a consecuencia de la subida al poder en gran Bretaña del puritano Cromwell y la furia iconoclasta de este, que vació de imágenes las iglesias británicas.
Con la llegada del siglo XIX este conjunto monástico frena de un modo repentino el intenso desarrollo que había experimentado a lo largo de las centurias anteriores. La invasión napoleónica y sobre todo la desamortización y expolio de Mendizábal van a provocar el abandono definitivo en 1835 de los monjes, que son expulsados de la que había sido su casa desde el siglo XII. A partir de este momento la historia de la iglesia y el monasterio van a desarrollarse por senderos muy diferentes. El templo se convierte desde 1838 por mandato del obispo de Tuy en sede parroquial, mientras que las dependencias monacales serán subastadas pasando a manos privadas. A partir de entonces se marcan los inicios de una larga época de abandono y deterioro. En 1910 los jesuitas expulsados de Portugal arrendaron el monasterio, donde se estableció un colegio. Esta orden permaneció en Oya hasta el año 1932, fecha en que tuvieron que abandonarlo al ser nacionalizados los bienes de la Compañía de Jesús y decretar su expulsión del territorio nacional. Este hecho coincidió con los años de la Guerra Civil, cuando el cenobio fue utilizado como cárcel acogiendo a numerosos prisioneros republicanos catalanes, valencianos y mallorquines en su mayoría. En los últimos meses de 1937 y desde febrero a mayo de 1939 se empleó oficialmente como campo de concentración franquista, llegando a albergar a tres mil reclusos. Su presencia ha quedado patente en las inscripciones murales de diversas estancias. Las duras condiciones de internamiento y la falta de higiene provocaron una gran mortandad entre los allí internados; también se efectuaban cada noche sacas de presos, que eran fusilados en las inmediaciones del cementerio. Durante este periodo se continuará e incluso se agravará su estado de abandono y destrucción. A partir de este momento el monasterio irá pasando por una etapa de compraventas entre diferentes familias que llegaron a establecer su hogar en el propio monumento.
Fue declarado Bien de Interés Cultural (o Monumento Nacional) en 1931.
Según la Disposición Adicional Primera de la Ley 8/1995 de Patrimonio Cultural de Galicia, los elementos considerados B.I.C. en la ley estatal pasan a ser considerados a todos los efectos B.I.C. en la legislación autonómica, resultándoles de aplicación el régimen de protección establecido en dicha ley. El monasterio aparece consignado en el Registro de Bienes de Interés Cultural de Galicia en el listado correspondiente a la provincia de Pontevedra, concello de Oya. 

## Arquitectura

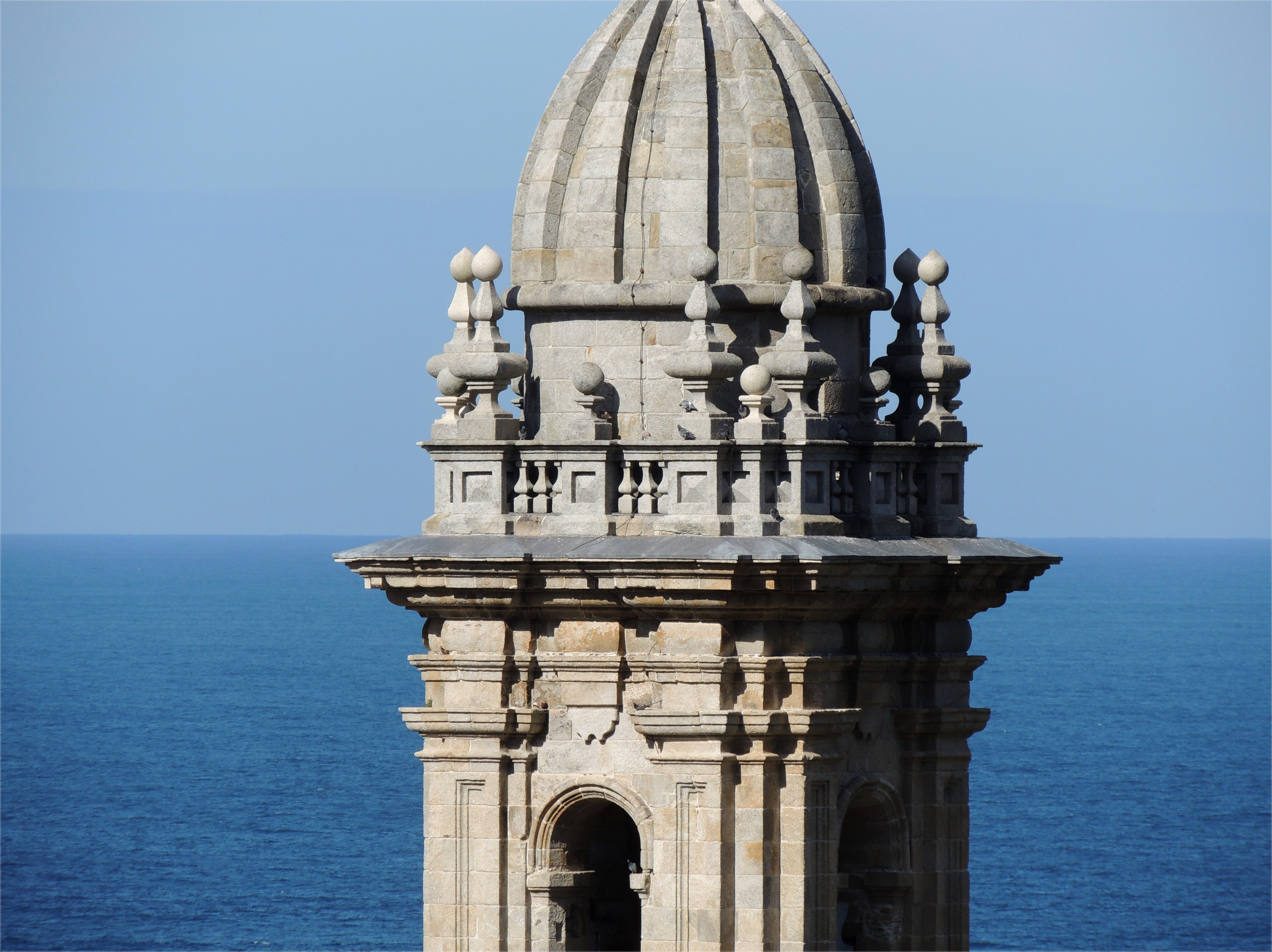
Cúpula de la iglesia.

En relación con el conjunto arquitectónico monacal cabe resaltar la marcada personalidad de la Iglesia, construida en época medieval, a finales del siglo XII. Su fachada recia, compacta, sin ornamentación era un claro reflejo de la austeridad que predicaban los monjes reformadores del Císter. Posteriormente en el conjunto monacal se realizaron varias reformas de carácter menor, destacando la fase constructiva del siglo XVI con la adición de nuevos espacios realizadas por maestros artísticos como Pedro del Campo o Bartolomé de Hermosa. Así por ejemplo, tenemos el claustro de las procesiones, centro neurálgico de la vida monacal, la sala capitular, la sacristía o el coro alto, estancias todas ellas necesarias para la vida religiosa.
En el siglo XVII la arquitectura dará paso a conceder un mayor protagonismo a la actividad escultórica, se destacará por la realización de imágenes o elementos ornamentales como el retablo mayor que ocupa la cabecera de la iglesia parroquial de Oia. Pero en el siglo XVIII todo este conjunto va a experimentar de nuevo una ambiciosa fase constructiva que afectará a toda su estructura. Así por ejemplo se va a producir una renovación de la fachada templaría, la creación de la torre o la ampliación del cenobio en el que se construirán dos nuevas crujías entre las que se cobija el Patio de los Naranjos.
Paralelamente, parece confirmarse la existencia en esta abadía de una botica monacal que atendía a las necesidades de los vecinos y que según referencias se abastecían de un jardín de plantas medicinales. Ubicado en la parte exterior del monasterio, en los bajos de la fachada principal estaba comunicado por un lado con el claustro y por el otro con el patio de las armas.

## Presente
Actualmente el monasterio de Oya es propiedad de «Residencial Monasterio de Oia, S.A.» y se encuentra a la espera de los permisos necesarios para comenzar su reforma y transformación en hotel de cuatro estrellas y centro de talasoterapia. Se pueden seguir las últimas novedades sobre el proyecto en la web de Residencial Monasterio de Oya.
Se realizan visitas guiadas a su interior. Se pueden reservar las mismas a través de su web.